# VG-lista
VG-lista este un clasament norvegian de muzică, care apare săptămânal în ziarul VG. Este considerat cel mai important clasament de cântece și albume din Norvegia. Datele sunt adunate de Nielsen Soundscan International și se bazează pe vânzările din aproximativ 100 de magazine din Norvegia. Clasamentul Top 10 Single-uri se ține încă din 1958, urmând a fi extis la top 20 în a cincea săptămână din 1995, fiind totodată extins la același număr și clasamentul de albume, de la 20 la 40.

## Clasamente
- Topp 20 Singles
- Topp 40 Albums
- Topp 10 Samlealbums (compilație de albume)
- DVD Audio
- Topp 10 Singles Norsk (only Norwegian language singles)
- Topp 30 Albums Norsk (only Norwegian language albums)